# Chris Metzen
Christopher Vincent Metzen (22 november 1973) is een Amerikaans ontwerper van computerspellen, grafisch artiest, stemacteur en schrijver van fictie.
Metzen ontwierp de wereld en personages, en schreef scripts voor de drie hoofdfranchises van Blizzard Entertainment: Diablo, StarCraft en Warcraft. Naast zijn werk voor Blizzard is Metzen auteur van een serie stripromans over een futuristische Amerikaanse burgeroorlog.

## Carrière
Chris Metzen startte zijn carrière bij Blizzard die toen nog bekend stond als Chaos Studios. Hij begon hier met grafische ontwerpen van personages en animatie. Zijn ontwerpen waren regelmatig terug te vinden in de handleiding bij het spel.
Zijn rol nam toe in Warcraft II: Tides of Darkness uit 1995. Hier ontwierp hij een fictief universum, alsmede scenario's en missies die werden gebruikt in het spel.
In 1996 kwam Blizzard met haar tweede grote franchise, Diablo. Het universum werd ontworpen door zowel Metzen en collega Bill Roper. Hier deed hij ook zijn eerste werk als stemacteur voor enkele personages in het spel.
Metzen werd in 1998 hoofdontwerper voor het strategiespel StarCraft. Hij schreef wederom de scripts, het verhaal, en organiseerde stemacteurs voor het spel.
Vanaf 2002 was hij creative director voor Blizzards aankomende Warcraft-titels.
Metzen maakte bekend dat hij in september van 2016 ging stoppen met zijn werk.
Rond 2023 keerde Metzen terug bij Activision-Blizzard, waar hij in de positie van Executive Creative Director van Warcraft de toekomst van World of Warcraft inleidde op BlizzCon.

## Stemacteur
Metzen is stemacteur in de volgende computerspellen:
| Jaar | Titel                                     | Rol                                                                               |
| ---- | ----------------------------------------- | --------------------------------------------------------------------------------- |
| 1998 | StarCraft                                 | Marine, Battlecruiser, Ghost                                                      |
| 2002 | Warcraft III: Reign of Chaos              | Thrall                                                                            |
| 2003 | Warcraft III: The Frozen Throne           | Thrall, Vol'jin                                                                   |
| 2004 | World of Warcraft                         | Thrall, Vol'jin, Orcs, Nefarian, Ragnaros, Hakkar the Soulflayer                  |
| 2007 | World of Warcraft: The Burning Crusade    | Thrall, Vol'jin                                                                   |
| 2008 | World of Warcraft: Wrath of the Lich King | Thrall, Vol'jin, Varian Wrynn, Deathbringer Saurfang/Dranosh Saurfang, Bronjahm   |
| 2010 | StarCraft II: Wings of Liberty            | Marine, Battlecruiser                                                             |
| 2010 | World of Warcraft: Cataclysm              | Thrall, Vol'jin, Varian Wrynn, Nefarian, Ragnaros, Hakkar the Soulflayer          |
| 2012 | World of Warcraft: Mists of Pandaria      | Thrall, Arcanital Mara'kah, Captain Halu'kal, Nalak the Storm Lord, War-God Jalak |
| 2013 | Starcraft II: Heart of the Swarm          | Marine, Battlecruiser                                                             |
| 2014 | Hearthstone: Heroes of Warcraft           | Thrall, Various minions                                                           |
| 2014 | World of Warcraft: Warlords of Draenor    | Thrall, Varian Wrynn                                                              |
| 2015 | Heroes of the Storm                       | Thrall, Varian Wrynn, Imperius                                                    |
| 2015 | StarCraft II: Legacy of the Void          | Marine, Battlecruiser                                                             |
| 2016 | World of Warcraft: Legion                 | Thrall, Varian Wrynn, Duke Hydraxis                                               |
| 2016 | Overwatch                                 | Bastion                                                                           |